# Mariano Cantoni
Mariano Cantoni (Chiuro, 25 marzo 1970) è un ex cestista italiano.

## Carriera
Ha giocato in Serie A vestendo la maglia di Varese. Subisce un grave infortunio al ginocchio, milita due anni in serie B e riceve due offerte di borsa di studio da college americani.
Dopo il ritiro dal basket professionistico, ha militato nelle serie minori in squadre come la Tumminelli Milano e Sportiva Basket Sondrio, squadra nella quale ha giocato sino al 2010. Nella stagione 2013/2014 viene arruolato tra le file della Astel A.S.D. Tellina (Basket Teglio).